# Hydromys ziegleri
Hydromys ziegleri  (Helgen, 2005) è un roditore della famiglia dei Muridi endemico della Nuova Guinea.

## Descrizione

### Dimensioni
Roditore di medie dimensioni, con la lunghezza della testa e del corpo di 132 mm, la lunghezza della coda di 118 mm, la lunghezza del piede di 29 mm, la lunghezza delle orecchie di 13 mm.

### Aspetto
La pelliccia è corta e lucida. Il colore delle parti superiori è marrone scuro, con le punte dei peli giallo-arancioni, mentre le parti ventrali sono giallo-brunastre chiare con la base dei peli grigia. Le guance, la gola ed il mento sono bianco sporco. La zona inguinale e la base della coda sono marrone scuro. Il dorso delle zampe è scuro. I piedi sono lunghi e larghi, con evidenti membrane tra le tre dita centrali. La coda è più corta della testa e del corpo, è uniformemente nerastra, priva di estremità bianca, cosparsa di pochi peli e ricoperta da 13-15 anelli di scaglie per centimetro.

## Biologia

### Comportamento
È una specie semi-acquatica.

## Distribuzione e habitat
Questa specie è conosciuta soltanto lungo le pendici della catena della Principessa Alexandra nella parte settentrionale di Papua Nuova Guinea.
Vive lungo fiumi e corsi d'acqua nelle foreste tropicali di pianura fino a 200 metri di altitudine. È presente anche in zone agricole.

## Conservazione
La IUCN Red List, considerata l'assenza di informazioni sull'areale, lo stato della popolazione e le minacce, classifica H.ziegleri come specie con dati insufficienti (DD).